# Eleutheronema
Eleutheronema – rodzaj ryb z rodziny wiciakowatych (Polynemidae).

## Klasyfikacja
Gatunki zaliczane do tego rodzaju:
- Eleutheronema rhadinum
- Eleutheronema tetradactylum – wiciak wielki[3]
- Eleutheronema tridactylum